# Südost
Südost (en français : Sud-Est) est un quartier de la ville de Wiesbaden en Allemagne.